# 익산 쌍릉

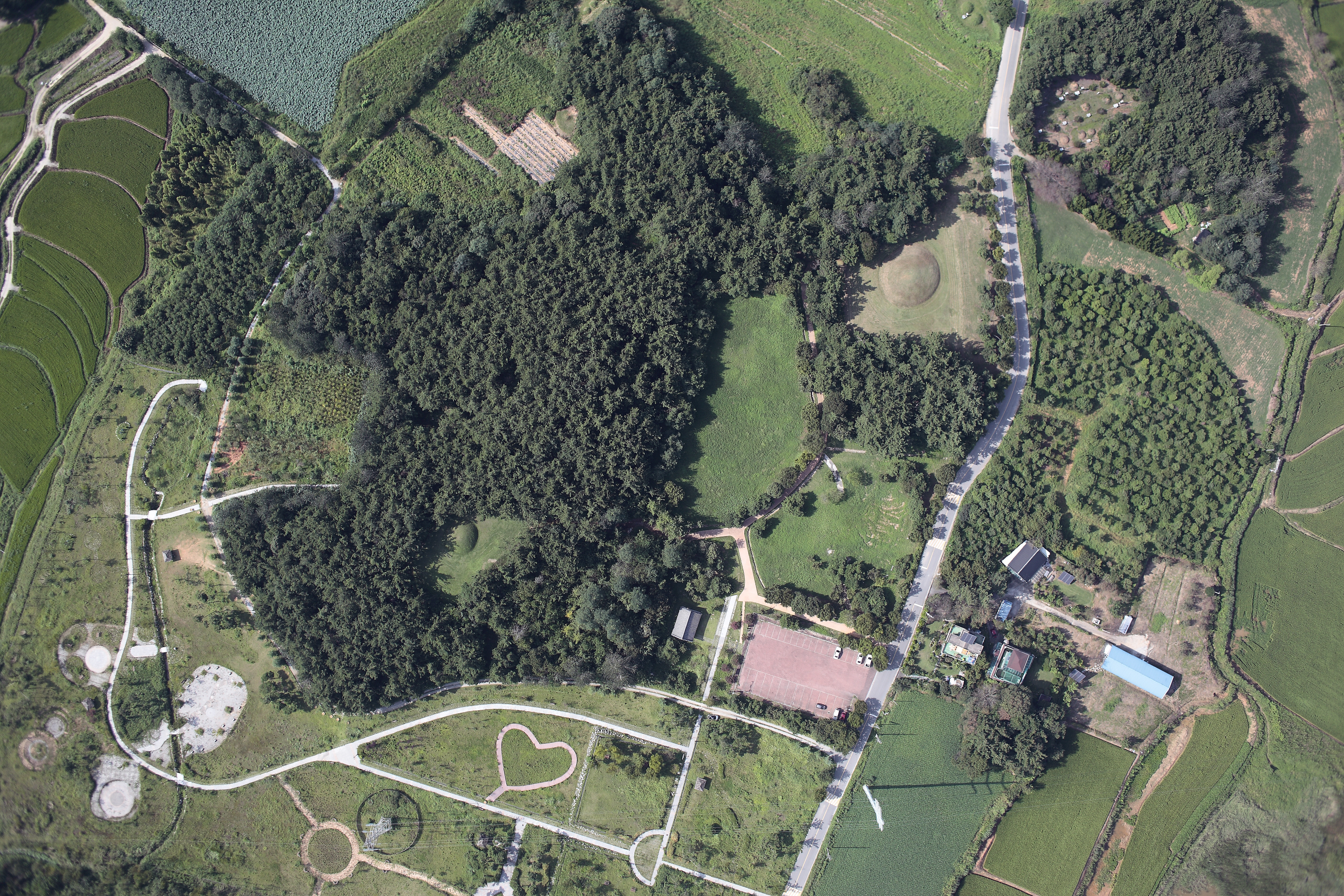
익상 쌍릉의 항공사진. 좌측 하단이 소왕릉, 우측이 대왕릉이다.

익산 쌍릉(益山 雙陵)는 대한민국 전북특별자치도 익산시 석왕동에 있는 한 쌍의 능이다. 대왕릉은 백제 무왕의 능으로 알려져 있지만, 소왕릉은 도굴 상태가 심해서 밝혀져 있지 않다. 1963년에 대한민국의 사적 제87호로 지정되었다.
2기의 무덤이 남북으로 나란히 자리잡고 있는 형태이다. 무덤의 봉분과 돌방의 크기가 큰 북쪽의 것을 대왕묘라 하고, 남쪽의 작은 것을 소왕묘라고 부른다. 크기는 약간 차이가 있지만 2기 모두 원형의 봉토무덤으로 흙을 높이 쌓아 만든 봉분 이외에 별다른 장식이 없다.

## 개요
무덤 안의 구조는 능산리 고분과 비슷한 백제 후기 양식의 굴식돌방무덤(횡혈식석실묘)이다.
《고려사》와 《고려사절요》에서는 백제 무왕의 무덤으로 설명하며 도굴된 적이 있다고 기록하고 있다.
대왕릉의 주인을 백제 무왕으로 추정하는 학설이 많은데, 그 근거로는 이 무덤을 무왕의 능으로 기록한 사료가 있는 점, 백제 후기 양식의 왕릉급 무덤인 점, 무왕이 세운 미륵사 근처에 자리잡고 있는 점 등이 있다. 또한 2018년의 발굴조사 결과 역시 이를 지지한다.
소왕릉의 주인은 무왕의 왕후일 것으로 추정된다. 무왕의 비는 《삼국유사》의 서동요 설화에 따르면 선화공주, 미륵사지 석탑의 기록에 따르면 사택왕후이다.

## 발굴
익산 쌍릉은 대왕릉과 소왕릉 모두 1917년 야쓰이 세이이치(谷井済一)의 주도로 발굴되었으나, 당시에도 도굴이 심한 상태였다. 이 때 대왕묘 안에서 나무로 만든 관의 일부가 발견되어 원래의 모습대로 복원할 수 있었다. 그 결과 나무관은 바닥면보다 위쪽 면이 약간 넓고, 뚜껑의 윗면이 둥근 모양을 하고 있었던 것으로 밝혀졌다. 또한 관고리에는 8쪽의 꽃잎을 가진 연꽃무늬가 있었던 것도 확인되었다.
1917년 조사 당시 기록이 반약하여 2017년부터 2019년까지 원광대학교 마한백제문화연구소에서 문화재청과 익산시의 지원을 받아 다시 발굴조사하였다.
이 조사 결과 소왕릉은 대왕릉과 같은 굴식돌방무덤(횡혈식석실묘, 橫穴式石室墓)으로 확인되었는데, 시신을 수직으로 안치하는 무덤양식과 달리 수평으로 무덤방에 이동시켜 안치하는 양식을 사용하고 있으며, 이번 조사에서 무덤방으로 들어가기 위해 흙을 다시 파내 만든 길(墓道묘도)도 추가로 확인했다. 또한, 봉분 남쪽에 길고 네모진 돌을 다듬어 3분의 2 정도를 흙에 묻어 반원에 가깝게 설치하였던 것과 묘도 앞 지형 상당부가 현대에 깎여 나갔다는 것도 확인하였다.
2018년 대왕릉에서 발굴한 유골을 분석한 결과 서기 7세기에 사망한 것으로 추정되는 점, 연령, 161~170.1cm 가량의 골격 등이 무왕에 대한 기록과 일치하며 유골 주인의 식생활이 고급스러웠다는 것이 밝혀졌다.

## 현지 안내문
이 두 능은 대왕능(大王陵)과 소왕능(小王陵)을 가리키는 것으로 백제발기 무왕(武王 600~641)과 선화공주(善花公主)의 능으로 추정되며, 좌향은 남향이다. 1917년 발굴조사 결과에 의하면 원형의 봉토(封土) 주위에는 호석(護石)을 두른 흔적이 있으며, 내부에는 석실(石室)이 마련되어 있다.
대왕능의 현실은 장방형으로 벽은 화강암 판석을 다듬어 세웠으며 천정과 벽 사이에 육각형의 말각부재(抹角部材)를 끼워 구축하였다. 현실 중앙에는 화강암의 관대(棺臺)가 있는데, 위가 넓고 아래가 좁은 모양으로 그 위에 둥근 뚜껑을 덮은 목관이 놓여 있었다.
소왕능은 전면 중앙에 짧은 연도가 있으며 입구는 판석으로 막아 놓았다. 현실의 길이는 3.16m, 너비 1.24m, 높이 1.58m이다.
두 능은 모두 동시대의 것으로 발굴조사 이전에 도굴 당하였으나, 부패된 목관과 토기 등이 수습되어 현재 국립전주박물관에 보관되어 있다. 출토유물과 현실의 규모 및 형식이 부여 능산리 고분과 비슷하여 백제 말기의 형식으로 추정된다.

## 같이 보기
- 무왕
- 선화공주
- 사택왕후

## 참고 자료
- 익산 쌍릉 - 국가유산청 국가유산포털
- 이 문서에는 문화재청에서 공공누리 제1유형으로 배포된 자료를 바탕으로 한 내용이 포함되어 있습니다.